# Powiat Danziger Höhe
Powiat Danziger Höhe (niem. Landkreis Danziger Höhe, Kreis Danziger Höhe; pol. Powiat Gdańskie Wyżyny) – istniejący w latach 1887-1939 powiat z siedzibą w Gdańsku, obejmujący w większości obszar na zachód od linii kolejowej Gdańsk - Tczew. Teren powiatu znajduje się obecnie w województwie pomorskim.

## Historia
Powiat utworzono 1 października 1887 r. w wyniku podziału dotychczasowego powiatu gdańskiego na powiaty Gdańskie Wyżyny (niem. Danziger Höhe) oraz Gdańskie Niziny (niem. Danziger Niederung). Obydwa należały odtąd do rejencji gdańskiej prowincji Prusy Zachodnie ze stolicą w Gdańsku.
W 1920, na mocy traktatu wersalskiego powiat został podzielony pomiędzy Wolne Miasto Gdańsk i Polskę. Do Wolnego Miasta przyłączono obszar o powierzchni 368,4 km², zamieszkały przez 50 317 osób, natomiast do Polski obszar 54,1 km² zamieszkały przez 3 189 osób, to jest gminy Bysewo, Klukowo, Rębiechowo i Sulmin oraz obszary dworskie Czaple, Kokoszki, Leźno, Lniska, Matarnia i Owczarnia. Gminy te 23 czerwca 1920 r. przyłączono do powiatu kartuskiego.
Po zajęciu Wolnego Miasta Gdańsk przez III Rzeszę, 1 grudnia 1939 r. ponownie połączono powiaty Danziger Höhe i Danziger Niederung w powiat ziemski gdański (niem. Danzig-Land).

## Literatura
- Józefa Krośnicka Zanim Gdańskie Wyżyny wróciły do Polski, Wydawnictwo Diecezjalne, Pelplin 1997, ISBN 83-85087-55-9
- John Muhl Geschichte der Dörfer auf der Danziger Höhe, Danz. Verlags-Gesellschaft, Danzig 1938